# Filarioză limfatică
Filarioză limfatică cunoscută și sub numele de elefantiazis (grec. ελεφαντίασις,=formă de elefant) este o boală cu îngroșarea anormală a unor regiuni corporale, mai ales a membrelor inferioare, prin inflamarea ganglionilor și căilor limfatice din țesutul conjunctiv. Boala apare la ambele sexe, deosebindu-se două forme principale, una dobândită iar cealaltă moștenită. Este cauzată de paraziți de tip Filarioze. Majoritatea cazurilor acestei boli nu au niciun simptom. Totuși, unele dezvoltă umflături majore în brațe, picioare și organele genitale. Este posibil ca pielea să devină mai groasă și pot apărea dureri. Modificările aduse organismului poate duce la probleme sociale și economice pentru persoana afectată.
Viermii sunt răspândiți de mușcăturile de țânțari infectați. Infecțiile încep atunci când persoanele sunt copii. Sunt trei tipuri de viermi care duc la această boală: Wuchereria bancrofti, Brugia malayi, și Brugia timori. Wuchereria bancrofti fiind cel mai comun. Viermii deteriorează sistemul limfatic. Boala este diagnosticată verificând, sub microscop, sângele colectat în timpul nopții. Sângele ar trebui să fie sub formă de frotiu gros și colorat cu Giemsa. Se poate folosi și testarea sângelui pentru anticorpi împotriva bolii.
Prevenirea se face prin tratarea anuală a tuturor grupurilor în care există boala într-un efort de a scăpa de boală în întregime. Acest lucru durează aproximativ șase ani. Medicamentele includ albendazol cu ivermectină sau albendazol cu dietilcarbamazină. Medicamente nu ucid viermii adulți, dar previn răspândirea bolii până atunci când viermii mor pe cont propriu. Eforturile de a preveni mușcăturile de țânțari sunt, de asemenea, recomandate, inclusiv reducerea numărului de țânțari și utilizarea plaselor de pat.
Mai bine de 120 de milioane de persoane sunt infectate cu filarioză limfatică. Aproximativ 1,4 miliarde de persoane riscă expunerea la boală în 73 de țări. Locurile unde boala este cel mai des găsită sunt Africa și Asia. Boala duce la pierderi economice în valoare de multe miliarde de dolari pe an.